# Ban bourguignon
Le ban bourguignon est une mélodie populaire française qui, bien que ne disposant d'aucun statut officiel, est souvent présentée comme « l'hymne » de la Bourgogne.

## Origine
Selon Jean-François Bazin, un historien local, le ban bourguignon est né aux environs de 1905 dans un bar du quartier Montchapet à Dijon. Il s'est ensuite diffusé lors de l'organisation de fêtes de bienfaisance par l'association NPSFQQA (Ne Pas S'en Faire Quoi Qu'il Arrive) sous le nom de « Ban de Montchapet ».
Après avoir disparu pendant la Seconde Guerre mondiale, il est repris pendant les fêtes de la Vigne, se répand dans toute la Bourgogne et prend son nom actuel de « Ban bourguignon ».

## Mélodie
L'assemblée tape dans ses mains sur les notes marquées d'un plus.